# BR-Klasse D16/2
Die BR-Klasse D16/2 waren zwei dieselelektrische Versuchslokomotiven für den Schnellzugdienst der British Railways, die noch von der Vorgängergesellschaft Southern Railway in Auftrag gegeben worden waren. British Rail ließ 1954 eine dritte, verbesserte Maschine bauen.

## Geschichte
Oliver Bulleid, der Chefingenieur der Southern Railways, konzipierte diese Drehgestelllokomotive für den hochwertigen Personenzugverkehr. Die Verstaatlichung der Gesellschaft zum 1. Januar 1948 nach dem Transport Act 1947 erfolgte vor der Fertigstellung der Loks. Dennoch ist die konstruktive Handschrift Bulleids deutlich erkennbar, da die Maschinen mit ihrer klaren Kastenform mehr Verwandtschaft zu seinen Elektrolokomotiven (SR-Klasse CC) zeigten, als zu Dieselmaschinen, wie sie üblicherweise von English Electric gebaut wurden (z. B. BR-Klasse D16/1, BR-Klasse 40). Anfangs fanden die Maschinen hauptsächlich Verwendung vor Expresszügen vom Bahnhof London Waterloo nach Bournemouth/Weymouth und Exeter. Auf letzterer Relation wurden auch die gut dokumentierten Tests durchgeführt, die von Oswald Stevens Nock publiziert wurden. Die Versuche wurden in zwei Stufen durchgeführt. Zum einen "analytische" Testfahrten mit einem sogenannten Dynamometer-Wagen zwischen Salisbury und Exeter unter kontrollierten, vergleichbaren Bedingungen, um den Treibstoffverbrauch im Verhältnis zur Traktionsleistung zu ermitteln, sowie Vergleichskurven zu früher durchgeführten Dampfloktests zu gewinnen. Die Versuche wurden mit unterschiedlichen Getriebeübersetzungen durchgeführt. Nock kommt unter Berücksichtigung der damals aktuellen Treibstoffpreise zu dem Schluss, dass die Maschinen beim Brennstoffverbrauch ökonomisch keine Vorteile gegenüber einer zeitgemäß konstruierten Dampflok aufweisen ("... no appreciable cash saving over steam ..."). Die andere "Versuchsreihe" erfolgte mit regulären Zügen zwischen Waterloo und Exeter, bei der normale Zugfahrten mit allen ihren unvorhersehbaren Abweichungen vom Plan aufgezeichnet und ausgewertet wurden. Daraus ergab sich Nocks Urteil, diese Diesellok sei geeignet für anhaltende Schnellfahrten vor relativ leichten Zügen ("... the run shows how very suitable these Southern diesels are for sustained high-speed running with relatively light trains.").
Der Bau der dritten Lokomotive, mit verbessertem Motor und geänderten Übersetzungen, erweiterte die Einsatzmöglichkeiten der Konstruktion, so dass auch Güterzüge zum Aufgabenbereich hinzu kamen. Die Swindon Experimental and Locomotive Testing Station unterzog im Auftrag der British Transport Commission (BTC) zum Vergleich auch diese Maschine Versuchen nach dem gleichen Muster, wie drei Jahre zuvor die Schwestermaschine 10202.
Die Lackierung änderte sich wohl über die Zeit. Einerseits gibt es ein undatiertes Bild mit schwarzem Lokkasten und silberfarbenem Dach. Auf der anderen Seite findet man Aufnahmen, die deutlich ein grünes Farbschema zeigen. Die Alterungsprozesse des damaligen Farbfilmmaterials lassen heute eine eindeutige Zuordnung zu den beiden Farbvarianten nicht immer zu.
Der Motor der 10203 und die Drehgestellkonstruktion wurden unverändert beim Bau der ersten zehn Serienmaschinen der BR-Baureihe 40 übernommen. Auch die drehzapfenlose Ausführung der Drehgestelle der Prototypmaschinen wurde bei der Class 40 wieder verwirklicht.
Durch ihren Status als Prototyp- oder Vorserienmaschinen wurde die Ersatzteilversorgung mit der Zeit immer komplizierter und die Loks wurden folglich 1963 aus dem Dienst genommen. Lange Zeit waren sie in den Derby Works abgestellt und 1968 wurden letztlich alle drei Exemplare verschrottet.